# 티-멘
티-멘(T-Men)은 미국에서 제작된 안소니 만 감독의 1947년 드라마, 범죄 영화이다. 데니스 오키프 등이 주연으로 출연하였고 오브리 쉔크 등이 제작에 참여하였다.

## 출연

### 주연
- 데니스 오키프

### 조연
- 알프레드 라이더
- 월리스 포드
- 준 록하트
- 찰스 맥그로우

## 제작진
- 미술: 에드워드 C. 지웰